# Bulbine crassa
Bulbine crassa là một loài thực vật có hoa trong họ Thích diệp thụ. Loài này được D.I.Morris & Duretto miêu tả khoa học đầu tiên năm 2005 publ. 2006.